# Église de la Nativité-de-la-Vierge-Marie de Morey
L'église de la Nativité-de-la-Vierge-Marie de Morey est une église située sur le territoire de la commune de Lucenay-l'Évêque dans le département français de Saône-et-Loire et la région Bourgogne-Franche-Comté.

## Historique
Elle fait l'objet d'une inscription au titre des monuments historiques depuis le 18 août 1987.